# Marcia Rosa
Marcia Rosa de Mendonça Silva  (Cubatão, 9 de abril de 1959) é professora e política brasileira, ex-vereadora e ex-prefeita de Cubatão.

## Cassação
Marcia Rosa e seu vice, Donizete Tavares do Nascimento, do PSD, tiveram os mandatos cassados no dia 19 de outubro de 2016, pelo Tribunal Regional Eleitoral de São Paulo (TRE-SP), acusados de uso indevido de verbas publicitárias no ano eleitoral de 2012. Assumiu a prefeitura o presidente da Câmara, Aguinaldo Araújo, do PDT.
As investigações começaram após um pedido da Coligação Cubatão Pode Mais com a Força do Povo (PSDB, PR, PP, PSB, PMN e DEM), que solicitou a abertura de 'Investigação Judicial Eleitoral' contra Marcia Rosa, Donizete Tavares, Lúcia Rocha e Leonardo Correia dos Santos, atribuindo-lhes a prática do abuso de poder político e de autoridade, na modalidade do uso da máquina pública, com o objetivo de trazer desigualdade ao pleito eleitoral de 2012.
Marcia Rosa reassumiu em 28 de outubro de 2016 o cargo de prefeita de Cubatão. O Tribunal Regional de São Paulo aceitou o recurso apresentado pela sua defesa. O juiz relator do recurso entendeu que Marcia e Donizete sofreriam – sem o julgamento final – riscos de dano grave ou de difícil reparação “na eventual alternância de poder na Chefia do Poder Executivo”.
Essa não foi a primeira vez que Marcia Rosa e seu vice tiveram seus mandatos cassados. Em maio de 2013, uma decisão do juiz eleitoral Dr. Sérgio Ludovico Martins determinou que os mandatos de ambos fossem cassados em primeira instância por ‘abuso de poder político e de autoridade’ e utilização de meios de comunicação e propaganda eleitoral antecipada durante a campanha de 2012.